# Gvanidin
Gvanidin jekristalno jedinjenje jake alkalnosti formirano oksidacijom gvanina. Ovo jedinjenje se koristi u proizvodnji plastike i eksploziva. On je sastojak urina, kao normalni proizvod proteinskog metabolizma. Molekul je bio privi put sintetisan 1861, oksidativnom degradacijom jednog aromatičnog prirodnog proizvoda, guanina, izolovanog iz peruvijskog gvana. Uprkos jednostavnosti molekula, kristalna struktura je opisana tek 148 godina kasnije.

## Gvanidinijumski katjon
Gvanidin je protonovan u fiziološkim uslovima. Konjugovana kiselina se zove gvanidinijum katjon, . Gvanidinijum katjon ima naelektrisanje od +1. Ovaj katjon je veoma stabilan u vodenim rastvorima usled efikasne rezonantne stabilizacije naelektrisanja i efikasne solvacije molekulima vode. Kao rezultat toga, njegova  je 13.6, što znači da je gvanidin veoma jaka baza u vodi.
- model gvanidina
- rezonantni hibrid
- kanoničke forme